# Bourafâa
 (septembre 2023).
Bourafâa est un village (kabyle) en Algérie qui se situe entre Ighzer Amokrane et Ifri,,.